# System Center Service Manager
System Center Service Manager - produkt Microsoft z rodziny Microsoft System Center, jako zintegrowana platforma dla zautomatyzowanego i łatwego do zaadaptowania najlepszych praktyk (ang. best practices) w ramach zarządzania infrastrukturą informatyczną.
Service Manager jest środowiskiem, które integruje informacje i dane z wielu narzędzi z rodziny System Center po to by zarządzać usługami IT świadczonymi w ramach organizacji, a zwłaszcza umożliwiać świadczenie pomocy technicznej (Service/Helpdesk), rozliczania jakości usług i dokumentowania ich konfiguracji. Poprzez swoje bazy danych do zarządzania konfiguracją (CMDB) oraz procesu integracji, Service Manager automatycznie łączy wiedzę i informacje z System Center Operations Manager, System Center Configuration Manager i Active Directory Domain Services.
16 grudnia 2010 roku opublikowany został dodatek Service Pack 1 dla SCSM.